# Anna Makarova
Anna Aleksandrovna Makarova (en russe : Анна Александровна Макарова) (née Tsokur le 2 avril 1984 à Zaporijia) est une joueuse de volley-ball russe d'origine ukrainienne. Elle mesure 1,94 m et joue au poste de réceptionneuse-attaquante. 

## Biographie
Elle est mariée au volleyeur russe Sergueï Makarov.

## Clubs
| Club                 | De        | À         |
| -------------------- | --------- | --------- |
| ZDIA Zaporijia       | 1999-2000 | 2001-2002 |
| Krug Cherkasy        | 2002-2003 | 2004-2005 |
| Samorodok Khabarovsk | 2005-2006 | 2008-2009 |
| Dinamo Krasnodar     | 2009-2010 | 2009-2010 |
| Zaretchie Odintsovo  | 2010-2011 | 2010-2011 |
| Dinamo Moscou        | 2011-2012 | 2012-2013 |
| Omitchka Omsk        | 2014-2015 | 2014-2015 |
| Proton Balakovo      | 2015-2016 | 2016-2017 |
| Dinamo Moscou        | 2017-2018 | …         |

## Palmarès

### Équipe nationale
- Grand Prix mondial
  - Finaliste : 2009

### Clubs
- Championnat d'Ukraine
  - Vainqueur : 2005
- Coupe d'Ukraine
  - Vainqueur: 2005
- Coupe de Russie
  - Vainqueur : 2011, 2018.
  - Finaliste : 2005, 2012, 2014.
- Championnat de Russie
  - Vainqueur : 2018,  2019.
  - Finaliste : 2012, 2013.
- Supercoupe de Russie
  - Vainqueur : 2017, 2018.